# Sacciolepis seslerioides
Sacciolepis seslerioides är en gräsart som först beskrevs av Alfred Barton Rendle, och fick sitt nu gällande namn av Otto Stapf. Sacciolepis seslerioides ingår i släktet Sacciolepis och familjen gräs. Inga underarter finns listade i Catalogue of Life.